# Thecla ibara
Thecla ibara är en fjärilsart som beskrevs av Butler 1881. Thecla ibara ingår i släktet Thecla och familjen juvelvingar. Inga underarter finns listade i Catalogue of Life.